# Drosophila funebris
Drosophila funebris är en tvåvingeart som först beskrevs av Fabricius 1787.

## Taxonomi och släktskap
Drosophila funebris ingår i släktet Drosophila och familjen daggflugor.

## Utbredning
Arten finns spridd över stora delar av världen, bland annat i Sverige och på Puerto Rico.

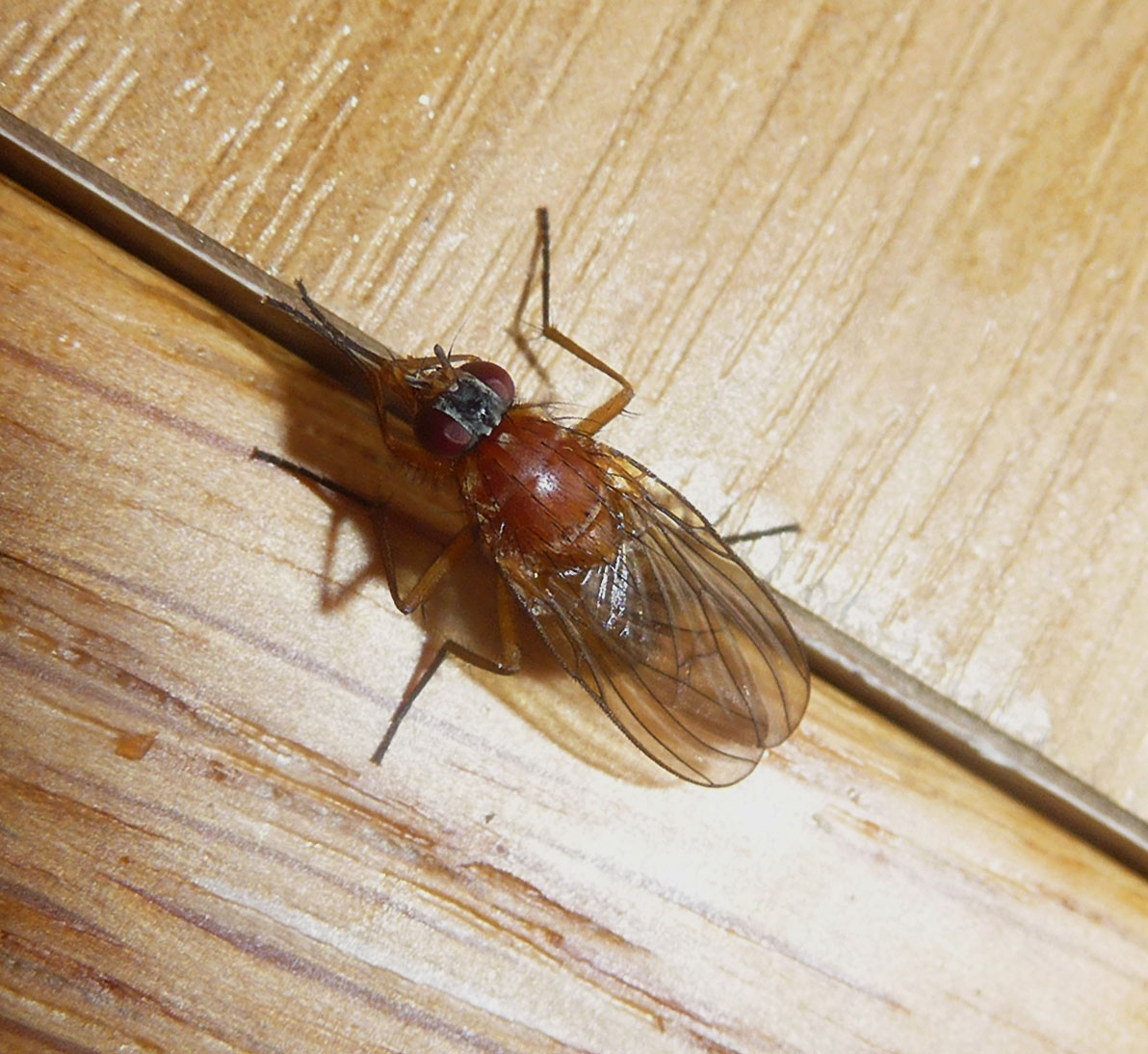
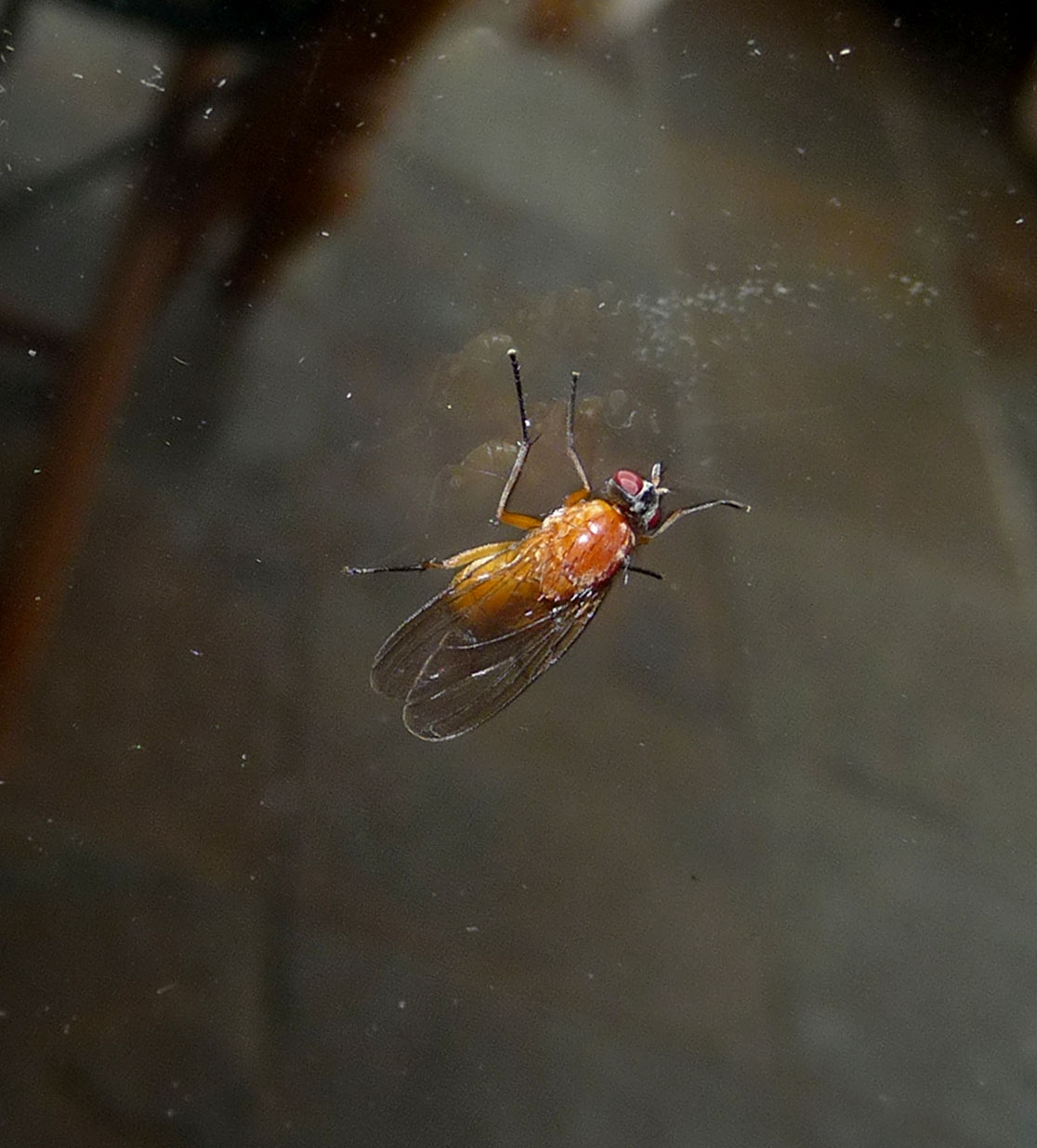
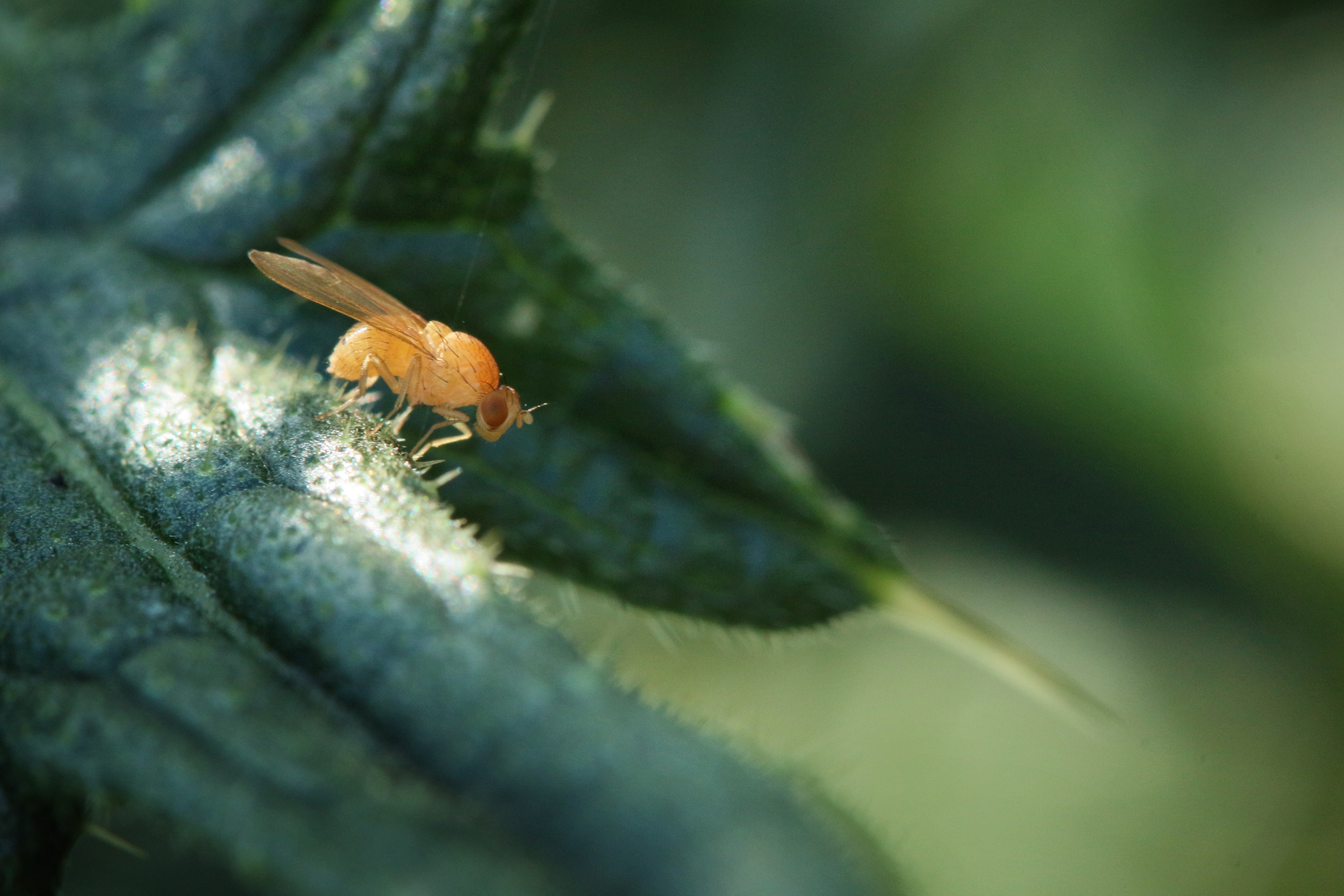
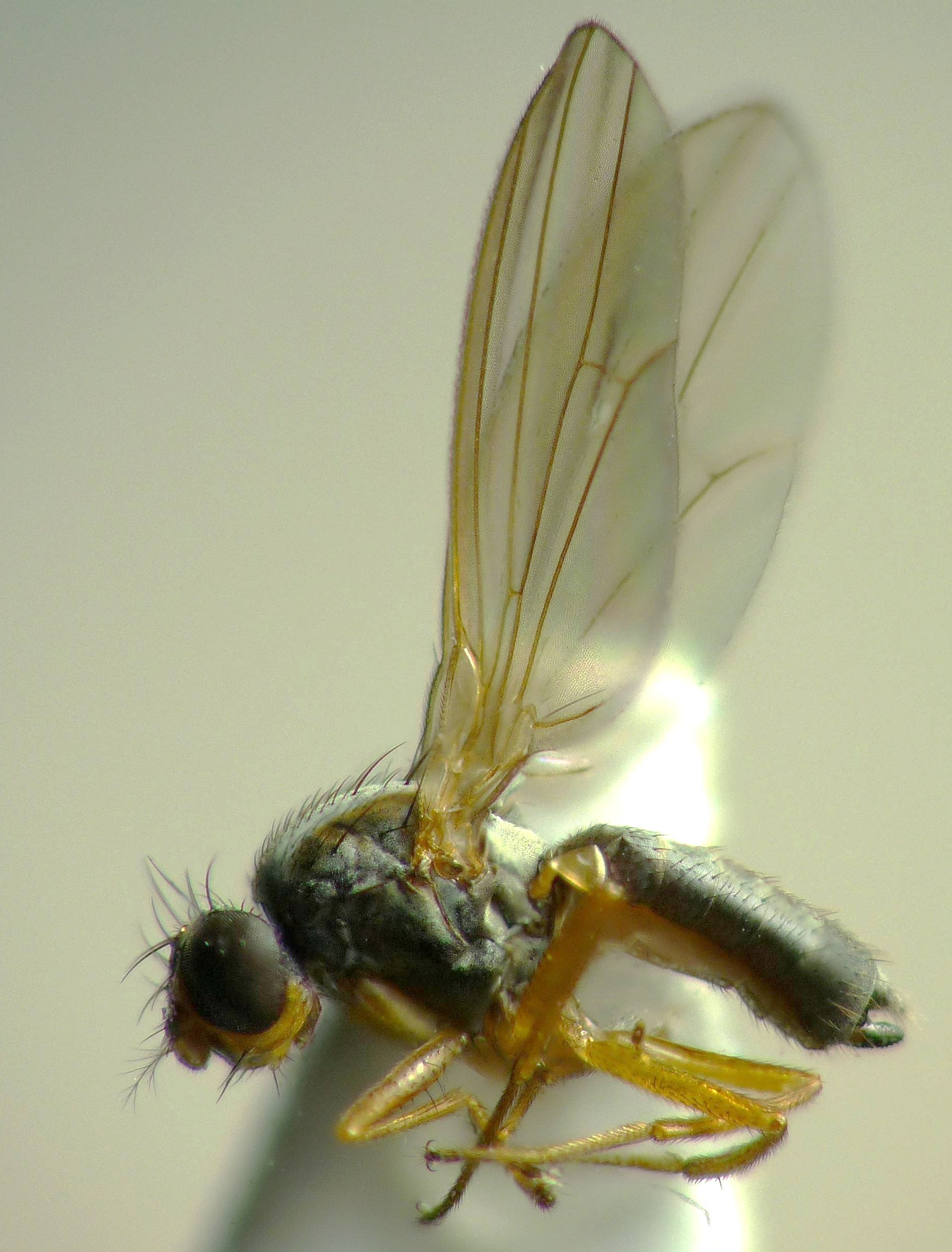
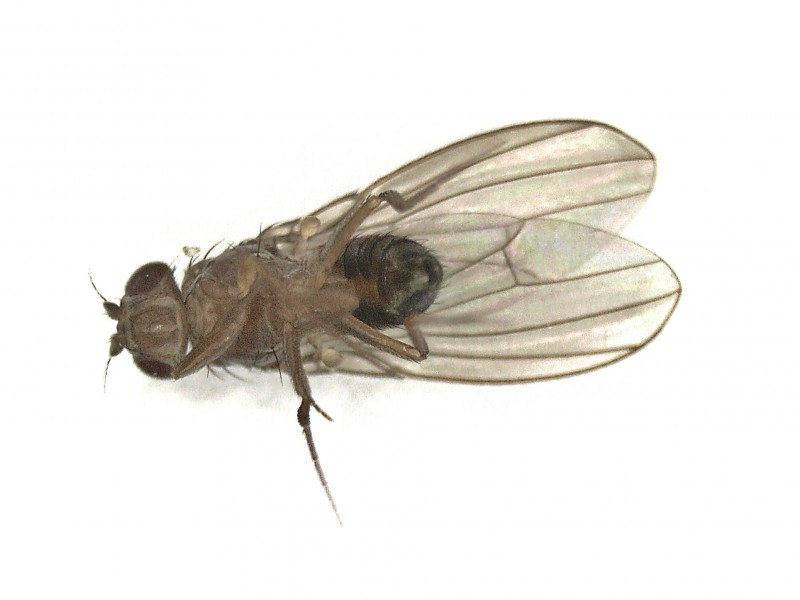
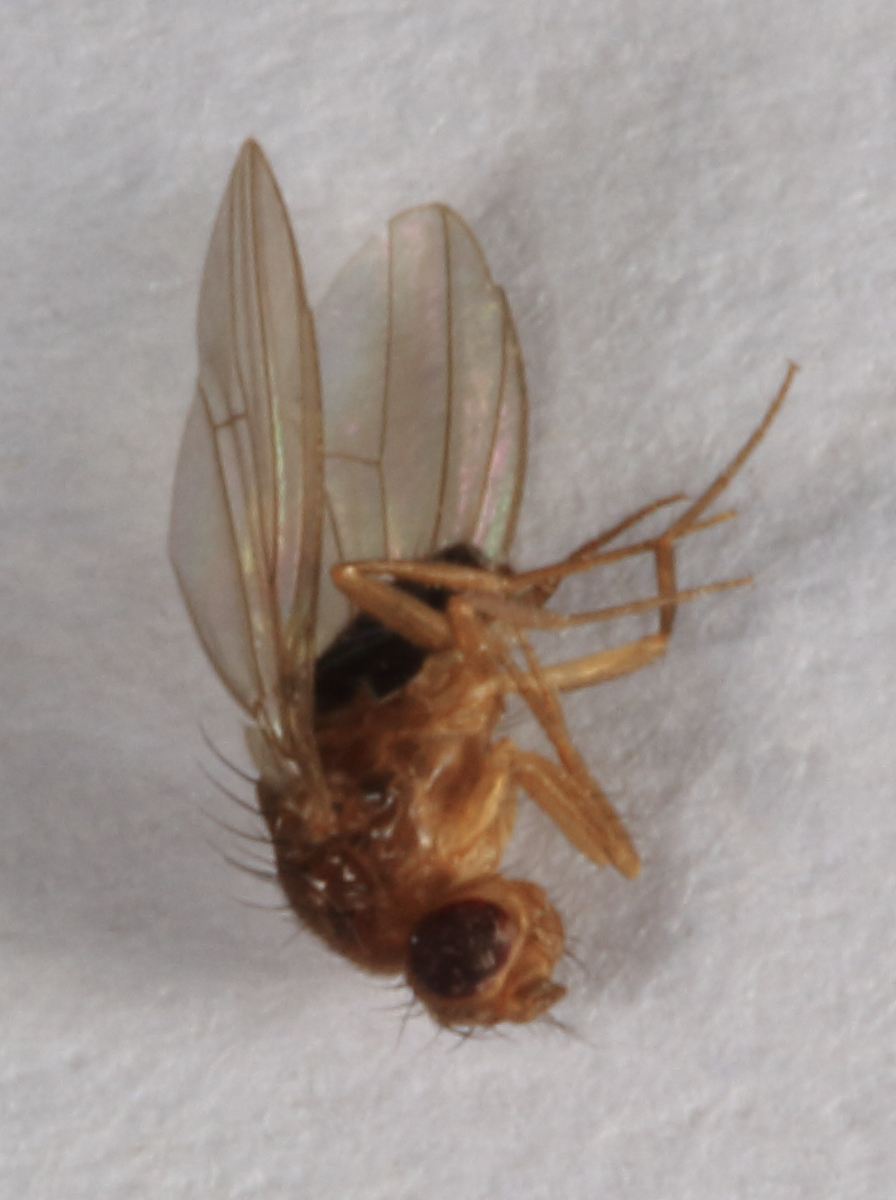